# هوگی (آرکانزاس)
هوگی (به انگلیسی: Hogeye) یک منطقهٔ مسکونی در ایالات متحده آمریکا است که در شهرستان واشینگتن، آرکانزاس واقع شده‌است. هوگی ۳۷۹ متر بالاتر از سطح دریا واقع شده‌است.